# Emilia Antwerpiana av Oranien
Emilia Antwerpiana av Oranien, född 1581, död 1657, var en nederländsk adelskvinna.
Hon var en av sex döttrar till furst Vilhelm I av Oranien och hans tredje maka Charlotte de Bourbon-Montpensier. Alla sex systrar fick namn efter en av Nederländernas provinser. När hennes äldre syster Louise Juliana av Oranien gifte sig 1593 flyttade hon med denna till Heidelberg och levde vid hennes hov. 
Hon var inte vacker och hade heller inga pengar, och hon gifte sig därför vid en mycket högre ålder än normalt for furstinnor på den tiden. Hon gifte sig 1616 med Fredrik Kasimir av Pfalz-Zweibrücken-Landsberg och bosatte sig med honom i Landsberg.
Paret tvingades fly till Strasbourg 1621 under trettioåriga kriget. Under resten av kriget plågades Emilia ständigt av ekonomiska bekymmer och tvingades processa om arv med sina syskon och be sina systrar om pengar. Hennes syster Charlotte Brabantine lät henne till slut bosätta sig på slottet Montfort i Frankrike. Hon blev änka 1645 och kunde återvända till Landsberg först efter krigsslutet 1648.